# Tetrix undulata
Espèce
Synonymes
- Acrydium undulatum Sowerby, 1806
- Acrydium nigricans Sowerby, 1806
- Acrydium bifasciatum Thunberg, 1815
- Acridium ochraceum Zetterstedt, 1821
- Acridium scriptum Zetterstedt, 1821
- Tetrix variegatum Zetterstedt, 1821
- Acrydium vittata Zetterstedt, 1821
- Tetrix kiefferi Saulcy, 1888

Tetrix undulata est une espèce d'insectes orthoptères de la famille des Tetrigidae. Elle est appelée Tétrix des clairières ou Tétrix forestier ou Tétrix commun.

## Distribution
Cette espèce se rencontre en Europe.
En France, Tetrix undulata réside dans presque tous les départements. Présent en Belgique.

## Habitat
Comme ses noms vernaculaires l'indiquent, il se plaît dans les clairières, les bois clairs, les landes à bruyères, les prairies sèches.

## Description

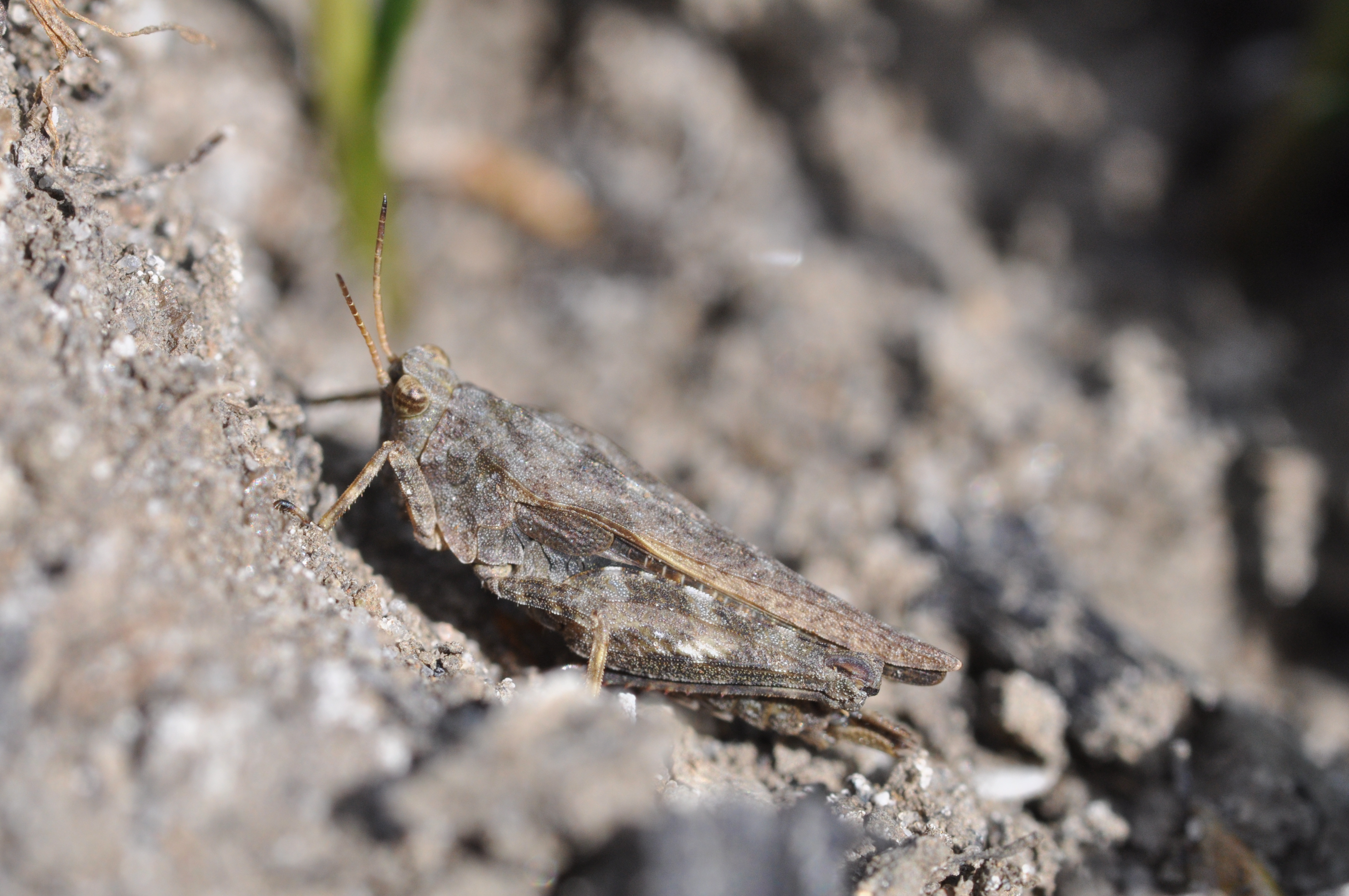
Tetrix undulata montrant ses élytres réduits, les ailes postérieures très développées.

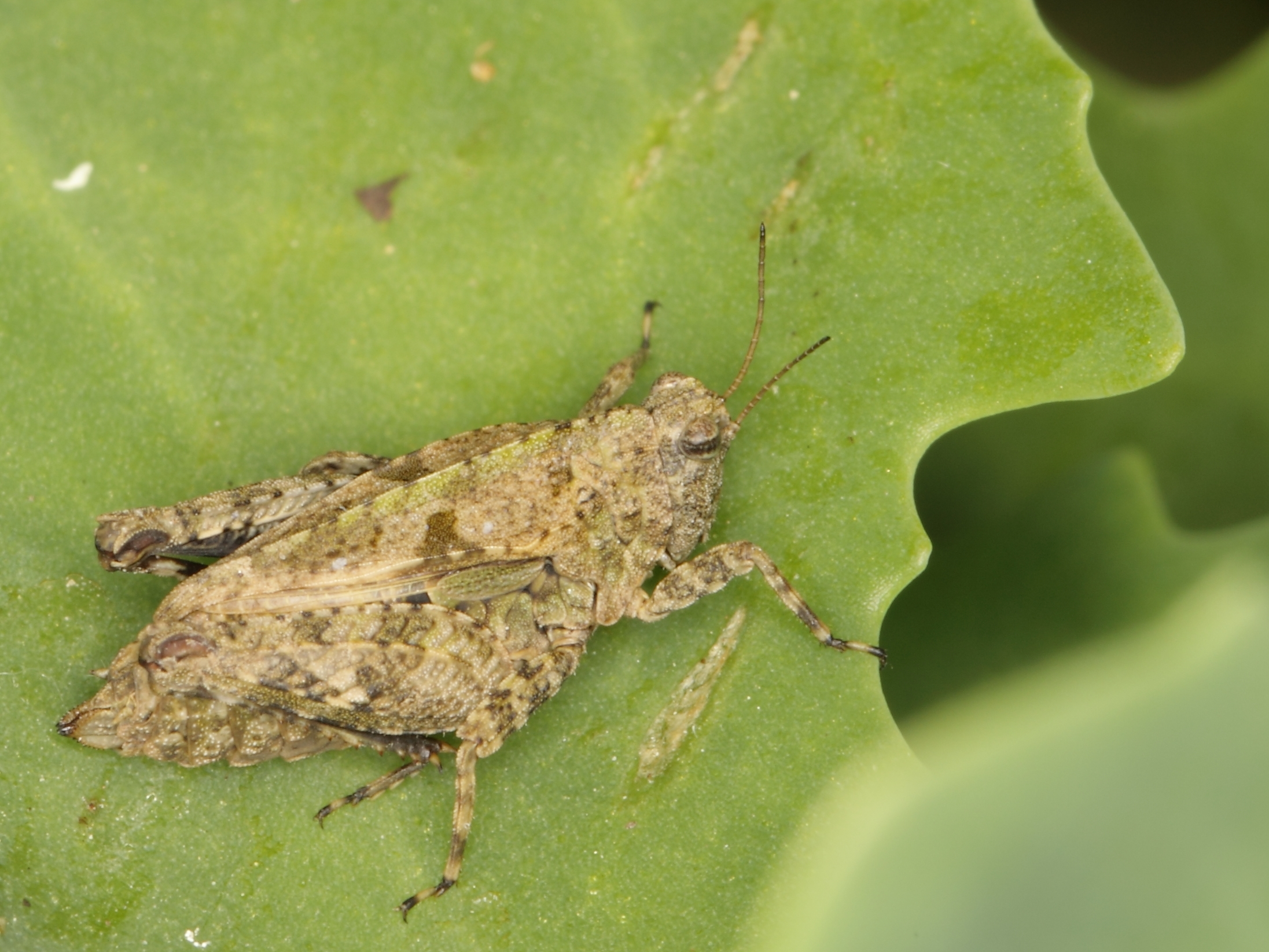
Tetrix undulata.

La colorations est très variable : brun jaune ou gris brun, avec des marbrures sombres, parfois presque noir.
Le corps mesure de 8 à 11 mm.
Le pronotum est muni d'une carène médiane dorsale nettement bombée. La saillie arrière du pronotum atteint environ le niveau des genoux des pattes postérieures. Les ailes postérieures, généralement deux fois plus longues que les élytres courts, dépassent largement ces derniers sans atteindre l'extrémité de la saillie arrière du pronotum.

## Écologie
On peut trouver ces criquets adultes toute la bonne saison (ou toute l'année dans les régions au climat favorable) car ils survivent à l'état adulte ou à l'état de larve pendant les mois les plus froids.

## Systématique et taxinomie
Cette espèce a été décrite sous le protonyme Acrydium undulatum par James Sowerby en 1806.

## Publication originale
- Sowerby, 1806 : The British miscellany or coloured figures of new, or little known animal subjects. London.